# Plinovod Vireši–Talin
Plinovod Estonija–Latvija je plinovodna povezava med Estonijo in Latvijo. Skupna dolžina plinovoda znaša 290,4 km, od tega se 202,4 km nahaja v Estoniji in 88 km v Latviji. V Virešiju je plinovod povezan s plinovodom Izborsk–Inčukalns, ki Estoniji omogoča dostop do podzemnega skladišča plina Inčukalns. V sklopu plinovoda je v Virešiju postavljena kompresijska postaja, v Karksiju pa merilna postaja.
Po plinovodu teče plin v smeri Latvija–Estonija (jug–sever). Gradbena dela na plinovodu so se začela v letih 1991/92. Preko plinovoda se dnevno pretoči 7 milijonov m3 zemeljskega plina. Premer nosilne cevi znaša 700 mm. 
Obstajajo načrti za nadgradnjo sistema, ki bo odtlej omogočil dvosmerni pretok plina.